# Statens ekonomiska forskningscentral

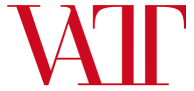

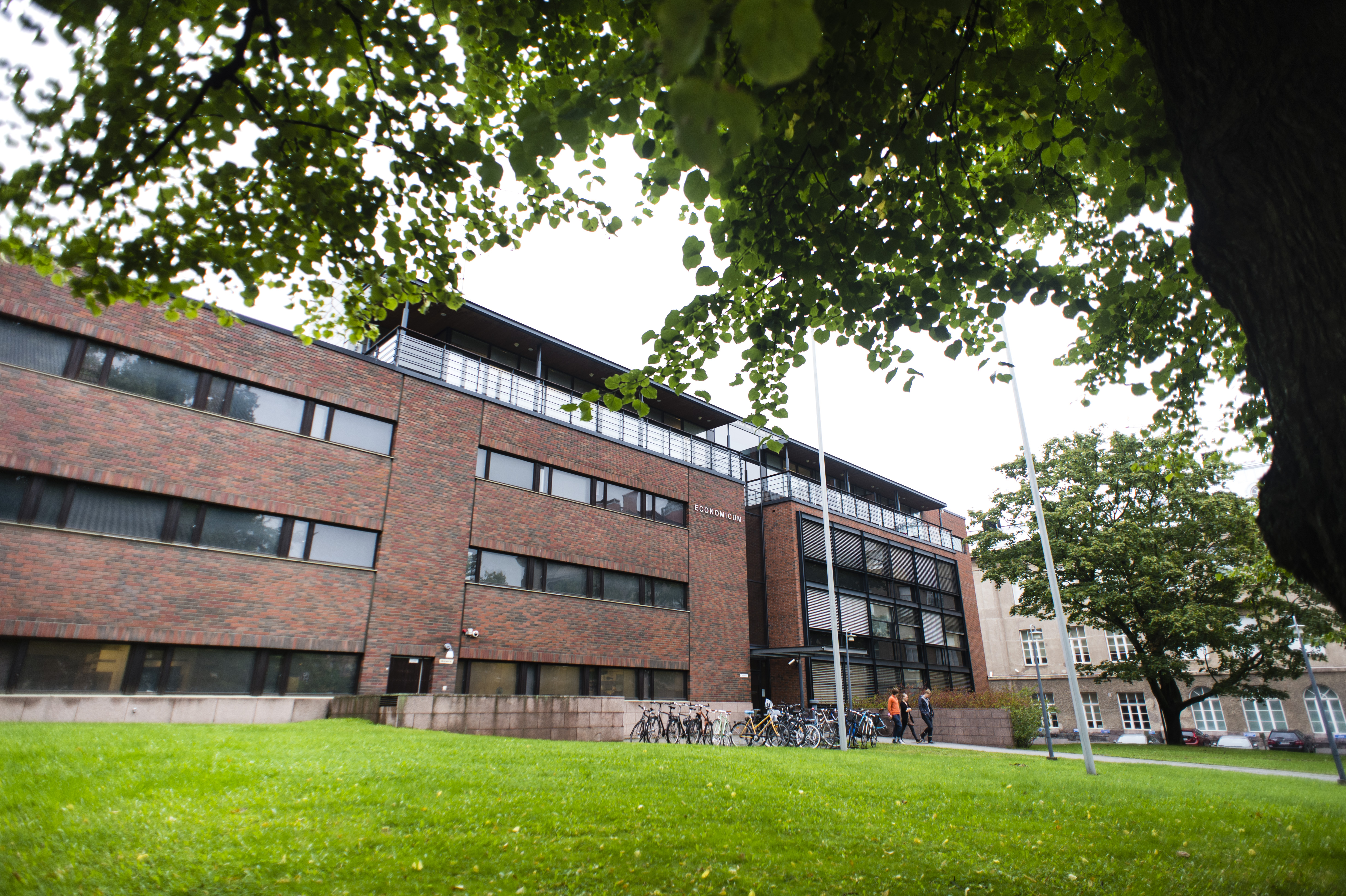
VATT finns i byggnaden Economicum på Arkadiagatan i Helsingfors.

Statens ekonomiska forskningscentral (VATT) är en finsk expertenhet för tillämpad nationalekonomisk forskning. VATT tar fram ekonomisk forskning och forskningsbaserad analys för att främja faktabaserad praktisk ekonomipolitik och en dialog om alternativen inom ekonomipolitiken.
Forskningscentralen verkar inom Finansministeriets förvaltningsområde. VATT ligger i centrum av Helsingfors på Arkadiagatan i byggnaden Economicum.

## Forskning
VATT besitter gedigen kompetens inom den mikroekonomiska forskningen, där vetenskapliga metoder och ofta omfattande registerdata används för att förutspå eller utvärdera olika policyreformers effekter på bland annat individers, hushålls eller företags beteende. VATT:s forskares forskningsresultat publiceras regelbundet i internationella vetenskapliga publikationer. Utöver kollegialt granskade artiklar publicerar VATT dessutom internationella och nationella arbetsformulär, diskussionsunderlag, rapporter och utredningar. Vid sidan av forskningen fungerar VATT som sakkunnig vid beslutsberedning och finanspolitiska bedömningar. 
Forskningsverksamheten består av fem huvudteman:
1. Offentlig service och lokal offentlig ekonomi
2. Social trygghet, beskattning och inkomstfördelning
3. Arbetsmarknad och utbildning
4. Miljö, energi och klimatpolitik
5. Reglering av företagsverksamhet och global ekonomi

## Överdirektörer
Överdirektör för VATT är Tuulia Hakola-Uusitalo. Hon tillträdde tjänsten som överdirektör den 1 januari 2025. Överdirektören för VATT har en femårig ämbetsperiod. 
- Reino Hjerppe 1990–2006
- Seija Ilmakunnas 2006–2011
- Aki Kangasharju 2011–2012
- Juhana Vartiainen 2012–2015
- Anni Huhtala 2015–2020
- Mikael Collan 2021–2024
- Tuulia Hakola-Uusitalo 2025–